# 日中温泉
日中温泉（にっちゅうおんせん）は、福島県喜多方市熱塩加納町（旧国陸奥国、明治以降は岩代国）にあった温泉。

## 泉質
- 炭酸水素塩泉

源泉温度が約40℃と低く、ぬる湯としても知られる。毎分の湧出量は56L。

## 温泉街

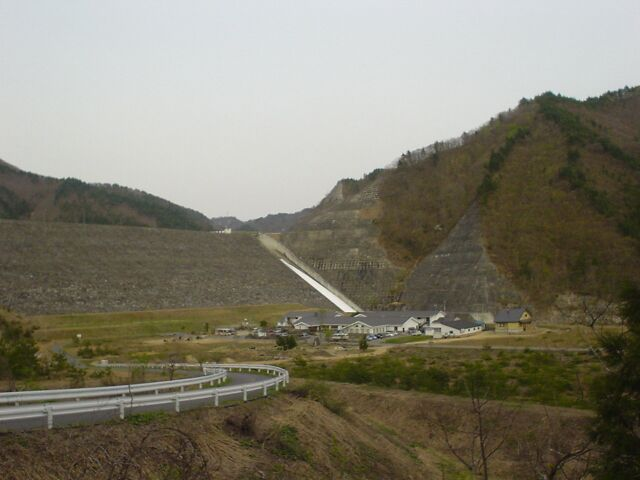
日中温泉温泉地光景

日本秘湯を守る会にも属する一軒宿の「日中温泉ゆもとや」が存在していたが、2025年春に閉館した。日中ダムのたもとに旅館がある。
浴槽設備は、以下の2種類が存在。
- 掛け流しの源泉浴槽
- 放流一部循環の加熱浴槽

加熱浴槽は、ぬる湯から上がる際に体を温めるための浴槽である。
ダムサイトの前には、足湯が設けられている。宿泊者は無料で、その他の人は100円で利用できる。

## 歴史
開湯は1813年（文化10年）とされる。日中ダムの建設で温泉はダム湖に沈んで一度は途絶えたが、1993年（平成5年）に新源泉を掘り当てて現在に至る。
ダムの建設により元の温泉がダム湖に沈んだ温泉には、他に入之波温泉、鶴の湯温泉、大牧温泉、猿ヶ京温泉、大塩温泉、川原湯温泉などがある。

## アクセス
最寄駅 - JR磐越西線 喜多方駅
駅から予約型乗合交通(デマンド交通・みんべえ号)で約35分、千石沢バス停から徒歩約15分。